# Eumecurus apunctata
Eumecurus apunctata är en insektsart som beskrevs av Dlabola 1985. Eumecurus apunctata ingår i släktet Eumecurus och familjen kilstritar. Inga underarter finns listade i Catalogue of Life.